# Ronde van Romagna
De Giro della Romagna is een eendagswielerwedstrijd die wordt gehouden in de regio Emilia-Romagna (Noord-Italië). De wedstrijd werd verreden tussen 1910 en 2011. In 2024 werd de wedstrijd voor het eerst weer verreden na enkele jaren van afwezigheid. Tot en met 2011 vond de wedstrijd plaats in september, in 2024 was dat in april.
Op de erelijst staan voornamelijk Italianen. Eén keer was een Belg de snelste: Fons De Wolf won in 1983. Fausto Coppi is de recordhouder; hij won de Giro della Romagna drie keer: in 1946, in 1947 en in 1949.

## Lijst van winnaars

### Meervoudige winnaars
| Overwinningen | Renner                   | Land   | Jaren            |
| ------------- | ------------------------ | ------ | ---------------- |
| 3             | Fausto Coppi             | Italië | 1946, 1947, 1949 |
| 2             | Angelo Gremo             | Italië | 1913, 1925       |
| 2             | Costante Girardengo      | Italië | 1922, 1926       |
| 2             | Fiorenzo Magni           | Italië | 1951, 1955       |
| 2             | Bruno Mealli             | Italië | 1963, 1967       |
| 2             | Dino Zandegu             | Italië | 1965, 1969       |
| 2             | Franco Bitossi           | Italië | 1971, 1974       |
| 2             | Gianbattista Baronchelli | Italië | 1976, 1979       |
| 2             | Pierino Gavazzi          | Italië | 1980, 1984       |
| 2             | Maximilian Sciandri      | Italië | 1989, 1990       |
| 2             | Gianluca Bortolami       | Italië | 2002, 2004       |

### Overwinningen per land
| Overwinningen | Land                                                             |
| ------------- | ---------------------------------------------------------------- |
| 77            | Italië                                                           |
| 3             | Zwitserland                                                      |
| 1             | België, Frankrijk, Polen, Portugal, Rusland, Brazilië, Duitsland |